# Ryan Anderson (baloncestista de 1992)
Ryan Anderson (Lakewood, California, 4 de diciembre de 1992) es un  baloncestista estadounidense, que pertenece a la plantilla del KK Šiauliai de la LKL. Con 2,06 metros de estatura, juega en la posición de ala-pívot.

## Trayectoria deportiva

### Instituto
Asistió al instituto "Long Beach Polytechnic High School" de Long Beach (California) donde fue nombrado California Mr. Basketball en 2011.

### Universidad
Jugó tres temporadas con los Eagles del Boston College, en las que promedió 13,5 puntos, 7,5 rebotes y 1,3 asistencias por partido, siendo elegido en 2014 en el tercer mejor quinteto de la Atlantic Coast Conference.
En 2014 fue transferido a los Wildcats de la Universidad de Arizona, por lo que tuvo que cumplir el año en blanco que impone la NCAA en este tipo de transferencias entre universidades. Jugó una única temporada, en la que promedió 15,3 puntos y 10,1 rebotes por partido, lo que le valió para ser incluido en el mejor quinteto de la Pac-12 Conference.

### Profesional
Tras no ser elegido en el Draft de la NBA de 2016, disputó con los Orlando Magic las Ligas de Verano de la NBA, disputando cuatro partidos en los que promedió 5,7 puntos y 3,0 rebotes.
En el mes de julio firmó su primer contrato profesional con los Antwerp Giants de la Ligue Ethias belga. Allí jugó una temporada en la que promedió 11,7 puntos y 7,6 rebotes por partido.
En junio de 2017 fichó por el s.Oliver Würzburg de la BBL alemana.
Para la 2018–19, se unió a los Delaware Blue Coats de la NBA G League.
El 29 de enero de 2020, firmó por unos meses por el MBC Mykolaiv de la Superliga de baloncesto de Ucrania.
El 11 de julio de 2020, firmó por el KK Šiauliai de la LKL.